# Orchestre philharmonique de Vienne
L'Orchestre philharmonique de Vienne (en allemand : Wiener Philharmoniker) est l'orchestre symphonique autrichien le plus renommé.
Il est fondé en 1842. L'orchestre a compté dans son effectif des membres comme Hans Richter, Arthur Nikisch, Franz Schmidt, Willi Boskovsky. Ses membres sont recrutés exclusivement parmi ceux de l'Orchestre de l'opéra d'État de Vienne.
La résidence principale de l'orchestre est le Musikverein, une salle de concert rectangulaire, aux tons ivoire et dorés et à l'acoustique exceptionnelle. Il se produit chaque été au Festival de Salzbourg. Depuis 1941, l'orchestre donne chaque 1er janvier un concert consacré à la musique de la famille Strauss : le concert du nouvel an.

## Origine
L'origine de l'Orchestre philharmonique de Vienne remonte à 1842, lorsque Otto Nicolai forme ce qui s'appelait alors l'Académie philharmonique. Son activité débute le 28 mars 1842, avec un concert donné par les soixante-quatre musiciens que compte alors la formation musicale viennoise. C'était un orchestre totalement indépendant qui prenait ses décisions à partir d'un vote démocratique de tous ses membres : ce sont ces mêmes principes qui régissent l'orchestre encore aujourd'hui.
Quand Nicolai quitte Vienne en 1847, l'orchestre est quasiment démantelé et peu actif jusqu'en 1860, quand Carl Eckert prend la direction. Il donne une série de quatre concerts en abonnement et, depuis lors, l'orchestre n'a cessé de jouer. Suivront Felix Otto Dessoff de 1860 à 1875 et Wilhelm Jahn en 1882 et 1883.

## Chefs des concerts d'abonnement (1842-1933)
Le Philharmonique de Vienne n'a pas de chef permanent. Tous les ans, un artiste est choisi pour diriger tous les concerts de la saison au Musikverein de Vienne. Ces chefs sont nommés « Abonnementdirigenten », simplement parce que les concerts qu'ils doivent diriger sont inclus dans l'abonnement au Musikverein. Certains de ces engagements sont renouvelés pendant de nombreuses années, d'autres se terminent au bout de peu de temps.
De 1875 à 1898 (excepté lors de la saison 1882-1883 où il était en conflit avec le comité orchestral) Hans Richter  est chef principal.
Sous sa direction, l'orchestre va être reconnu, jouer les compositeurs contemporains, Wagner, Liszt, Verdi, créer des œuvres comme les Variations sur un thème de Haydn (1873), les 2e et 3e symphonies (1877 - 1883) et l'Ouverture tragique (1880) de Brahms, les 3e (1877), 4e (1888), 6e (1899) et 8e (1892) symphonies de Bruckner.
Gustav Mahler occupe le poste de 1898 à 1901 et c'est avec lui que l'orchestre joue pour la première fois à l'étranger lors de l'Exposition universelle de 1900 à Paris.
Les chefs suivants seront Joseph Hellmesberger de 1901 à 1903, Felix Weingartner de 1908 à 1927, Wilhelm Furtwängler de 1927 à 1930, Clemens Krauss de 1929 à 1933.
Avec l'Anschluss (1938), les autorités allemandes voulurent supprimer définitivement l'orchestre et en exclure les instrumentistes juifs : il faudra l'intervention de Wilhelm Furtwängler pour sauver l'existence de l'orchestre et garder ses membres classés demi-juifs,. Cependant, dès le printemps 1938, l'orchestre, qui comptait 110 membres en 1935, est purgé de ses douze musiciens juifs. Fin 1945, alors que cinq d'entre eux sont morts dans des camps d'extermination nazis, la moitié des membres de l'orchestre sont adhérents du parti nazi,.
Dans le même temps, le Philharmonique travaille avec d'autres chefs, au Festival de Salzbourg, pour des enregistrements ou des occasions particulières. Avec l'élargissement de ses activités, l'orchestre décide d'abandonner ce système en 1933. Depuis, seuls des chefs invités sont engagés pour chaque concert, tant à Vienne que dans les autres lieux.

### 1945 – 1992
| Nom                     | Concerts d'abonnements | Années du cycle |
| ----------------------- | ---------------------- | --------------- |
| Karl Böhm               | 57                     | 1952–1980       |
| Claudio Abbado          | 41                     | 1967–2014       |
| Zubin Mehta             | 29 +                   | 1964–           |
| Lorin Maazel            | 28                     | 1962–2014       |
| Hans Knappertsbusch     | 26                     | 1947–1964       |
| Wilhelm Furtwängler     | 22                     | 1947–1954       |
| Herbert von Karajan     | 18                     | 1946–1985       |
| Otto Klemperer          |                        | 1959-1968       |
| Clemens Krauss          | 14                     | 1947–1954       |
| André Previn            | 14 +                   | 1978-           |
| Leonard Bernstein       | 13                     | 1966–1988       |
| Christoph von Dohnányi  | 13 +                   | 1975–           |
| Bernard Haitink         | 12 +                   | 1972–           |
| Rafael Kubelik          | 11                     | 1954–1971       |
| Mario Rossi             | 10                     | 1953–1963       |
| Horst Stein             | 10                     | 1970–2008       |
| Carlos Kleiber          | 09                     | 1974–1994       |
| James Levine            | 09 +                   | 1982–           |
| Riccardo Muti           | 09 +                   | 1975–           |
| Carl Schuricht          | 08                     | 1956–1965       |
| Sir Georg Solti         | 08                     | 1961–1997       |
| Carlo Maria Giulini     | 07                     | 1984–2005       |
| Erich Leinsdorf         | 07                     | 1947–1993       |
| Dimitri Mitropoulos     | 07                     | 1956–1960       |
| André Cluytens          | 05                     | 1955–1958       |
| Eugene Ormandy          | 05                     | 1956–1969       |
| George Szell            | 05                     | 1966–1968       |
| Volkmar Andreae         | 04                     | 1947–1949       |
| Josef Krips             | 04                     | 1945–1947       |
| Václav Neumann          | 04                     | 1987–1995       |
| Charles Mackerras       | 04                     | 1979–2008       |
| Seiji Ozawa             | 04 +                   | 1990–           |
| Mariss Jansons          | 04 +                   |                 |
| Christian Thielemann    | 04 +                   |                 |
| Eugen Jochum            | 03                     | 1972–1982       |
| István Kertész          | 03                     | 1964–1972       |
| Colin Davis             | 02 +                   | 1988–           |
| Werner Egk              | 02                     | 1962–1971       |
| Franz Welser-Möst       | 02                     | 2011 2013       |
| Hiroyuki Iwaki          | 02                     | 1977–1978       |
| Karl Krueger (ru)       | 02                     | 1946            |
| Pierre Monteux          | 02                     | 1959–1960       |
| Rudolf Moralt           | 02                     | 1945–1947       |
| Georges Prêtre          | 02 +                   | 1963–           |
| Daniele Gatti           | 02 +                   |                 |
| Ernest Ansermet         | 01                     | 1951            |
| John Barbirolli         | 01                     | 1967            |
| Daniel Barenboim        | 01 +                   | 1991–           |
| Erich Binder            | 01                     | 1981            |
| Boris Blacher           | 01                     | 1963            |
| Fritz Busch             | 01                     | 1950            |
| Riccardo Chailly        | 01                     | 1980            |
| János Ferencsik         | 01                     | 1982            |
| Wolfgang Fortner        | 01                     | 1969            |
| Ferenc Fricsay          | 01                     | 1961            |
| George Georgescu        | 01                     | 1962            |
| Hans Graf               | 01                     | 1987            |
| Leopold Hager           | 01                     | 1982            |
| Nikolaus Harnoncourt    | 01 +                   | 1984–           |
| Anton Heiller           | 01                     | 1968            |
| Paul Hindemith          | 01                     | 1963            |
| Joseph Keilberth        | 01                     | 1952            |
| Aram Khatchaturian      | 01                     | 1961            |
| Frank Martin            | 01                     | 1967            |
| Carl Melles             | 01                     | 1970            |
| Paul Paray              | 01                     | 1946            |
| Christoph Prick         | 01                     | 1978            |
| Felix Prohaska          | 01                     | 1945            |
| Karl Richter            | 01                     | 1974            |
| Guennadi Rojdestvenski  | 01                     | 1978            |
| Wolfgang Sawallisch     | 01                     | 1986            |
| Ulf Schirmer            | 01                     | 1992            |
| Stanislaw Skrowaczewski | 01                     | 1971            |
| Hans Swarowsky          | 01                     | 1970            |
| Alfred Uhl              | 01                     | 1966            |
| Bruno Walter            | 01                     | 1955            |
| Giuseppe Sinopoli       | 01 +                   |                 |
| Pierre Boulez           | 01 +                   |                 |
| John Eliot Gardiner     | 01                     |                 |
| Roger Norrington        | 01                     |                 |
| Marcello Viotti         | 01                     |                 |
| Leopold Stokowski       | 01                     |                 |

## Chefs invités
Depuis 1933 l'orchestre n'a donc plus de chef permanent mais des chefs invités, parmi les plus grands et les plus réputés :
- Bruno Walter de 1933 à 1938 ;
- Karl Böhm de 1954 à 1956 et de 1971 à 1981 ;
- Herbert von Karajan de 1956 à 1964 ;
- Claudio Abbado de 1971 à 1982 ;
- Lorin Maazel de 1982 à 1987.

La liste des chefs invités va de Richard Strauss, Hans Knappertsbusch, John Barbirolli, Josef Krips, Willi Boskovsky, Hermann Scherchen, Georg Solti, Erich Kleiber, James Levine, Leonard Bernstein, Pierre Boulez, Carlos Kleiber, Bernard Haitink, Zubin Mehta, Simon Rattle, Mariss Jansons, Valery Gergiev, Seiji Ozawa, Riccardo Muti, Nikolaus Harnoncourt, Georges Prêtre, Charles Mackerras, Daniele Gatti, Christian Thielemann, Ingo Metzmacher, Philippe Jordan, Franz Welser-Möst, Daniel Barenboim, Markus Stenz, Daniel Harding à Paavo Järvi.
Parmi les chefs qui l'ont dirigé à d'autres titres, se détachent Arturo Toscanini de 1933 à 1937 et à nouveau Wilhelm Furtwängler, de 1933 à 1945 puis, après la Seconde Guerre mondiale, de 1947 à sa mort en 1954.
Les noms de trois de ces chefs sont plus particulièrement associés à la période d'après-guerre : Karajan et Böhm, qui furent nommés chefs honoraires, et Leonard Bernstein, distingué en qualité de membre honoraire de l'orchestre.
La personnalité de Wilhelm Furtwängler marqua aussi beaucoup l'orchestre. Les musiciens se plaignirent toujours que Furtwängler donnait la priorité à l'Orchestre philharmonique de Berlin et pas au leur. Néanmoins, Furtwängler enregistra certains de ses concerts les plus extraordinaires avec l'orchestre de Vienne comme  l'« Eroica »  (la Symphonie nº 3 de Beethoven) daté de décembre 1944 et qualifié de « la plus grande interprétation de tous les temps de la plus grande symphonie de tous les temps » dans le « Guide de la Musique classique, Diapason »  (éditions  Robert Laffont), la symphonie nº 8 de Bruckner de 1944 qui impressionna fortement Toscanini, les deux légendaires concerts de janvier 1945 : la Symphonie en ré mineur de César Franck  et la  symphonie nº 2 de Brahms juste avant que Furtwängler ne s'enfuie en Suisse, les nazis voulant l'arrêter pour le tuer. Après la guerre, il dirigea souvent l'orchestre à Vienne entre autres le n° 5 des Concertos brandebourgeois de Bach en 1950 dans le cadre des célébrations pour le 200e anniversaire de la mort du compositeur. Il dirigea aussi l'orchestre au festival de Salzbourg: en 1950, Fidelio de Beethoven avec, entre autres, Elisabeth Schwarzkopf et Kirsten Flagstad ; en 1951, l'Otello de Verdi qui fut considéré comme le principal évènement du festival cette année-là; et en 1953 et 1954 des Don Giovanni de  Mozart légendaires (dont une version filmée) avec, entre autres, Cesare Siepi, Elisabeth Schwarzkopf, Anton Dermota, Otto Edelmann, Elisabeth Grümmer.

## Mode de fonctionnement
Ses membres sont recrutés exclusivement parmi ceux de l'Orchestre de l'opéra d'État de Vienne, ce qui permet non seulement d'assurer la qualité artistique de l'ensemble, mais aussi de garantir l'équilibre financier de la formation — puisque c'est l'Opéra qui prend par exemple en charge les retraites — et d'augmenter les revenus des musiciens concernés, qui se partagent les recettes des concerts et des enregistrements.
Le processus d'intégration est très long : les musiciens doivent d'abord prouver leurs capacités en jouant pour l'Opéra et le Ballet durant un minimum de trois ans. Ce n'est qu'ensuite qu'ils peuvent présenter leur candidature auprès du conseil d'administration du Wiener Philharmoniker.
L'orchestre a un fonctionnement autogéré qui n'exclut cependant pas une tendance au conservatisme (il n'a accepté des femmes dans ses rangs qu'en 1997, lesquelles sont au nombre de 19 sur les 140 membres) et une tendance à rechigner à s'ouvrir aux instrumentistes étrangers, particulièrement les non-continentaux, comme le déplore le trompettiste Ibrahim Maalouf. De même, jusqu'à présent, une seule femme, Simone Young, a été invitée à le diriger. 
Auprès des chefs d'orchestre, il est réputé pour son caractère rétif mais aussi son excellence technique et artistique.

## Sonorité et instruments
Le son caractéristique de l'orchestre philharmonique de Vienne peut être attribué d'une part à l'utilisation d'instruments et d'un style de jeu fondamentalement différents de ceux des autres grands orchestres.
- La clarinette a un système de doigté spécial.
- Le basson a une anche et un doigté spécial.
- La trompette a un système de valves rotatives et une dimension moindre.
- Le trombone et le tuba ont un doigté et un système de valves différents.
- Les timbales sont fabriquées avec des peaux de chèvre naturelles au lieu de peaux synthétiques, et s'accordent au moyen d'une poignée à la place d'une pédale.
- Les contrebasses retrouvent le placement traditionnel en ligne derrière les cuivres.
- Le hautbois viennois a une perce, une taille, une anche et un système de doigté spéciaux. Il est très différent du « hautbois français » utilisé généralement.Cor viennois

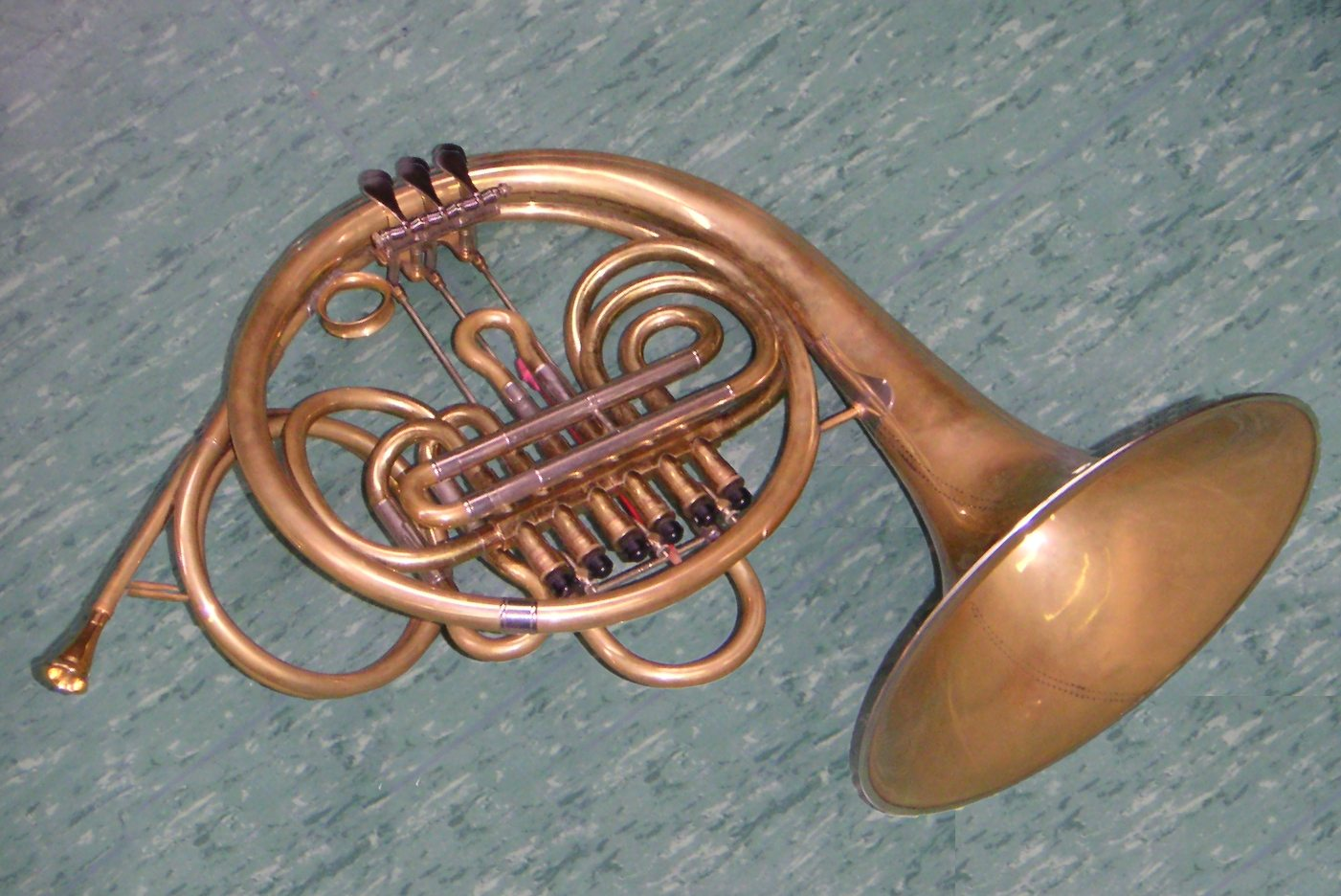
Cor viennois

- Le cor viennois est une variante du cor naturel avec plusieurs « tons » (tubes de différentes longueurs) reliés afin de pouvoir jouer l'échelle chromatique. De perce plus fine mais plus longue, il est doté d'un système à palettes qui a l'avantage de produire des attaques plus souples et des notes liées plus coulées. En outre, le cor viennois est fabriqué dans un alliage plus résistant que le cor d'harmonie traditionnel (double cor en fa/si bémol).
- Chez les cordes, chaque groupe (premiers violons, seconds violons, altos, violoncelles et contrebasses) résonne comme si c'était un seul musicien qui jouait. Cela s'entend notamment dans le vibrato.

Ces instruments et leur couleur sonore caractéristique ont fait l'objet d'une vaste étude scientifique menée par le Professeur Gregor Widholm de l'Institut pour la culture du son viennois à l'Académie de musique et des arts de la scène.

## Popularité
En 2006, à l'initiative du magazine français Le Monde de la musique, une dizaine de médias européens, dont le magazine britannique Gramophone, le magazine allemand Fono Forum et la radio privée française Radio Classique, se réunissent et établissent une liste des dix meilleurs orchestres symphoniques d'Europe. Parmi le vingt-cinq formations musicales sélectionnées, le Philharmonique de Vienne est désigné meilleur orchestre européen, devant l'Orchestre royal du Concertgebouw d'Amsterdam, l'Orchestre philharmonique de Berlin et l'Orchestre symphonique de Londres. Deux ans plus tard, il est classé troisième dans le monde par le magazine Gramophone.
En tournée internationale, le prix des places est au moins le double de celui payé pour entendre un orchestre local. Au Musikverein, tous les concerts sont annoncés complets sur le site de l'orchestre. La liste d'attente pour les concerts d'abonnement en semaine est de six ans et de treize ans pour les abonnements en week-end.

## Tradition masculine de l'orchestre et sa caractéristique ethnique
Depuis sa fondation, au milieu du XIXe siècle, l'orchestre se composait exclusivement d'hommes. D'où celui-ci fit l'objet de critiques de la part de groupes féministes, car seules quelques femmes avaient pu jouer en supplémentaires, alors qu'elles forment la majorité des élèves du conservatoire de Vienne. Toutefois, en Autriche, cette tradition était tout à fait légale jusqu'à ce qu'en 1993, une loi obligeant l'égalité dans le domaine public ait effectivement été établie.
Finalement, cette loi bouleversa la situation, en cassant cette longue tradition. Désormais, des associations autrichiennes doivent choisir entre deux possibilités : soit conserver la tradition excluant les membres féminins en renonçant aux soutiens financiers issus du secteur public, soit accepter les femmes afin de garder les subventions publiques. Après que l'administration des Petits Chanteurs de Vienne eut nommé, pour la première fois dans ses 500 ans d'histoire, une première directrice Agnes Grossmann en 1996, une première femme auprès de l'orchestre philharmonique, Anna Lelkes, harpiste, devient en 1997 membre après avoir joué avec l'orchestre hors statut pendant quelque vingt ans,. À la suite de la retraite de Mlle Lelke, une autre harpiste Charlotte Balzereit devient à son tour la seule femme membre de l'orchestre.
En janvier 2005, la chef d'orchestre australienne Simone Young devient la première femme de l'histoire à diriger ponctuellement le Philharmonique de Vienne,.
Par ailleurs, historiquement, l'orchestre n'acceptait pas non plus de membres de minorités visibles. Un violoniste demi-asiatique en devint membre pour la première fois en 2001. Des responsables de l'orchestre font l'objet de critiques pour avoir soutenu que le maintien de son uniformité ethnique européenne était nécessaire pour préserver l'esprit, « l'âme », et la haute qualité d'exécution.

En 1970, Otto Strasser, ancien président de la Philharmonie de Vienne, écrit dans ses mémoires : 

« Je tiens pour incorrect qu'aujourd'hui les candidats jouent derrière paravent, un arrangement apporté après la seconde guerre mondiale pour assurer des jugements objectifs. J'ai continuellement combattu cette mesure, en particulier à partir de ma nomination à la  fonction de président du Philharmonique, parce que je suis convaincu que l'artiste fait aussi partie de la personne, que l'on doit non seulement entendre mais également voir, afin de juger sa personnalité entière. […] Une situation grotesque que même mon départ n'a pas été en mesure de faire changer. Après qu'un candidat se fut qualifié comme étant le meilleur, lorsque le paravent fut retiré, se tenait là un Japonais, devant le jury médusé. Il ne fut par conséquent pas engagé, sa physionomie n'étant pas adaptée à la Pizzicato Polka du concert du nouvel an. »

La première flûte du Philharmonique de Vienne, lors d'une interview pour une station de radio en 1996, retournant la critique, a qualifié de « raciste » et de « sexiste » la position de ceux qui reprochent à l'orchestre sa longue tradition masculine et son caractère ethnique européen, déclarant : 

« Depuis le début nous avons parlé des qualités viennoises particulières, de la manière dont la musique se fait ici. La façon dont nous faisons de la musique ici n'est pas liée seulement à une capacité technique, mais aussi avec quelque chose qui a beaucoup à voir avec l'âme. L'âme ne se sépare pas des racines culturelles que nous avons ici en Europe centrale. Elle n'admet pas non plus d'être séparée du genre. Ainsi, si l'on pense que le monde devrait fonctionner avec des quotas, il est naturel d'être irrité par le fait que nous soyons un groupe de musiciens mâles blancs, qui joue exclusivement de la musique de compositeurs mâles blancs. C'est une irritation d'ordre raciste et sexiste. Je crois que cela peut se poser ainsi. Si l'on établit un égalitarisme superficiel, on perdra quelque chose d'essentiel. Toutefois, je suis convaincu que cela vaut la peine d'accepter cette irritation raciste et sexiste, parce que quelque chose produit par une compréhension superficielle des droits de l'homme ne pourrait avoir les mêmes standards. »

 
En 2003, un membre de l'orchestre déclarait dans une interview pour un magazine : 

« Trois femmes c'est déjà trop. Lorsque nous en aurons vingt pour cent, l'orchestre sera ruiné. Nous avons fait une grosse erreur, et nous le regretterons amèrement. »

En 2007, l'orchestre compte dans ses rangs quatre femmes, soit deux pour cent de l'effectif : une harpiste, une flûtiste, une altiste et une violoncelliste. Un conflit subsiste concernant la non titularisation d'une violoniste.
Helene Kenyeri et Konstanze Brosch, qui avaient intégré le pupitre de hautbois de l'orchestre de l'Opéra d'État de Vienne en janvier 2007, avaient de fortes chances d'être admises rapidement aux deux postes vacants ou en passe de l'être de Walter Lehmayer et Günter Lorenz au Philharmonique dans la mesure où la classe de hautbois du conservatoire ne comptait que trois garçons pour dix-sept filles et que le hautbois viennois n'est enseigné nulle part ailleurs,. Tel ne fut pas le cas pour Helene Kenyeri qui fut licenciée en mars 2008, sa non-titularisation suscitant scandales dans la presse et division de l'orchestre.
En septembre 2015, une bassoniste française, Sophie Dartigalongue est recrutée au poste de premier basson solo succédant à Michael Werba. Elle est au pupitre lors du Concert du nouvel an 2016 au Musikverein.

## Les archives de l'orchestre pendant la2eguerremondiale
À la suite de la demande par l'historien Harald Walser (de), député autrichien du parti des Verts, de l'examen, par une commission indépendante, de l'histoire de l'Orchestre entre 1938 (Anschluss) et 1945 (effondrement du IIIe Reich), l'Orchestre, après un premier refus, ouvre finalement ses archives en janvier 2013 à trois historiens.
À l'origine de cette décision se trouve la révélation par Harald Walser et Oliver Rathkolb (de) de l'attribution à Arthur Seyss-Inquart en 1942 et Baldur von Schirach en 1966 de l'« Anneau d'honneur », la plus haute distinction décernée par l'Orchestre. Harald Walser considère en outre que le Concert du Nouvel An de 1939 était non un « hommage sublime à l'Autriche », ainsi que le présente le site internet de l'Orchestre, mais l'une des « facettes de la politique culturelle nazie » et regrette que la mémoire des musiciens de l'Orchestre d'origine juive « déportés et assassinés par les nazis » ne soit pas honorée.
Selon Clemens Hellsberg (de), premier violon et président du conseil d'administration des Wiener philharmoniker, la remise de l'anneau au Gauleiter de Vienne Von Schihrach est une initiative individuelle et il n'en existe « aucune trace dans les archives » dont il rappelle qu'elles sont totalement et librement accessibles aux historiens. Il précise que l'ouvrage de l'historien Fritz Trümpi publié en 2011 témoigne de la transparence à ce sujet.
Oliver Rathkolb (de), professeur à l'université de Vienne, à l'origine de la découverte récente d'informations relatives à la proximité d'Herbert von Karajan avec le régime nazi, est responsable de l'étude. Il est associé à Fritz Trümpi (Orchestres politisés : les Orchestres philharmoniques de Vienne et de Berlin sous le national-socialisme) et Bernadette Mayrhofer, historienne dont la recherche porte sur l'exclusion et la déportation des musiciens juifs.
Les trois historiens sont chargés de rendre un rapport sur « la politisation de l'orchestre sous le nazisme », « les biographies des musiciens exclus, persécutés et, éventuellement, assassinés pour des raisons racistes et politiques » et « les archives disponibles sur la nazification et la dénazification ». Leurs travaux ont été publiés sur le site internet de l'Orchestre en mars 2012.

## Sélection de la discographie
- Mozart : Symphonies n° 25, 29, 35, 36 dirigées par Leonard Bernstein, également enregistrées avec István Kertész
- Mozart : Symphonies n° 33, 39, 40 dirigées par István Kertész
- Mozart : Symphonies n° 38-41 dirigées par Karl Böhm, également enregistrées avec Leonard Bernstein
- Mozart : Symphonies n° 1-41 dirigées par James Levine
- Mozart, Les noces de Figaro dirigées par Erich Kleiber ;
- Mozart, Don Giovanni dirigé par Josef Krips ;
- Beethoven, 3e symphonie dirigée par Felix Weingartner ;
- Beethoven, 3e symphonie dirigée par Erich Kleiber ;
- Beethoven, 5e symphonie, 7e symphonie dirigée par Carlos Kleiber ;
- Beethoven, 2e symphonie, 5e symphonie, 9e symphonie dirigées par Simon Rattle ;
- Schubert, 8e symphonie dite « inachevée » dirigée par Carl Schuricht ;
- Wagner, La walkyrie, premier acte, dirigé par Bruno Walter ;
- Brahms, œuvres symphoniques dirigées par Wilhelm Furtwängler ;
- Bruckner, 4e symphonie dirigée par Karl Böhm ;
- Berg, Wozzeck et Lulu, dirigés par Christoph von Dohnányi ;
- Mahler, Le chant de la terre par Kathleen Ferrier, dirigé par Bruno Walter ;
- Johann Strauss, œuvres enregistrées lors du traditionnel Concert du Nouvel An donné depuis 1941, dirigées par Willi Boskovsky, Herbert von Karajan, Zubin Mehta, Claudio Abbado, Carlos Kleiber, Lorin Maazel, Riccardo Muti, Seiji Ozawa, Nikolaus Harnoncourt...